# جایزه گسفورد

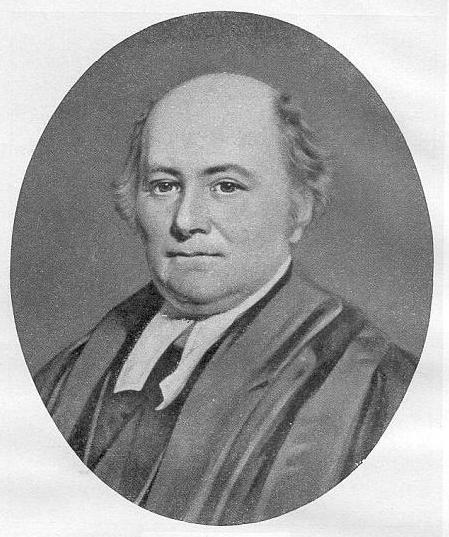

جایزه گسفورد (به انگلیسی: Gaisford Prize) که از سال ۱۸۵۵ تا کنون در دانشگاه آکسفورد ارائه می‌شود. این جایزه هم‌اکنون به دو بخش Gaisford Essay Prize و the Gaisford Dissertation Prize تقسیم شده‌است. بخش عمده‌ای از جایزه تا کنون به ادبیات اختصاص داشته‌است.